# ジョヴァンニ・インヴェルニッツィ (1963年生のサッカー選手)
ジョヴァンニ・インヴェルニッツィ（Giovanni Invernizzi, 1963年8月22日 - ）は、イタリアの元サッカー選手、サッカー指導者。ポジションはミッドフィールダー。

## 経歴
地元クラブのコモ1907で下部組織からトップチームに昇格、レッジーナ1914へのレンタル移籍を経て主力に成長すると、1989年に移籍したUCサンプドリアでUEFAカップウィナーズカップ 1989-90優勝を果たし、UEFAチャンピオンズカップ 1991-92 決勝にも進出した。